# Гравьер (коммуна)
Гравье́р (фр. и окс. Gravières) — коммуна во Франции, находится в регионе Рона — Альпы. Департамент коммуны — Ардеш. Входит в состав кантона Ле-Ван. Округ коммуны — Ларжантьер.
Код INSEE коммуны — 07100.

## Население
Население коммуны на 2008 год составляло 372 человека.
| 1962 | 1968 | 1975 | 1982 | 1990 | 1999 | 2008 |
| ---- | ---- | ---- | ---- | ---- | ---- | ---- |
| 436  | 459  | 400  | 381  | 369  | 370  | 372  |

## Экономика
В 2007 году среди 200 человек в трудоспособном возрасте (15—64 лет) 130 были экономически активными, 70 — неактивными (показатель активности — 65,0 %, в 1999 году было 60,9 %). Из 130 активных работали 103 человека (53 мужчины и 50 женщин), безработных было 27 (13 мужчин и 14 женщин). Среди 70 неактивных 15 человек были учениками или студентами, 33 — пенсионерами, 22 были неактивными по другим причинам.

## Достопримечательности
- Церковь Сен-Виктор, в том числе готический алтарь из дерева
- Храм Нотр-Дам-де-Лурд

## Фотогалерея

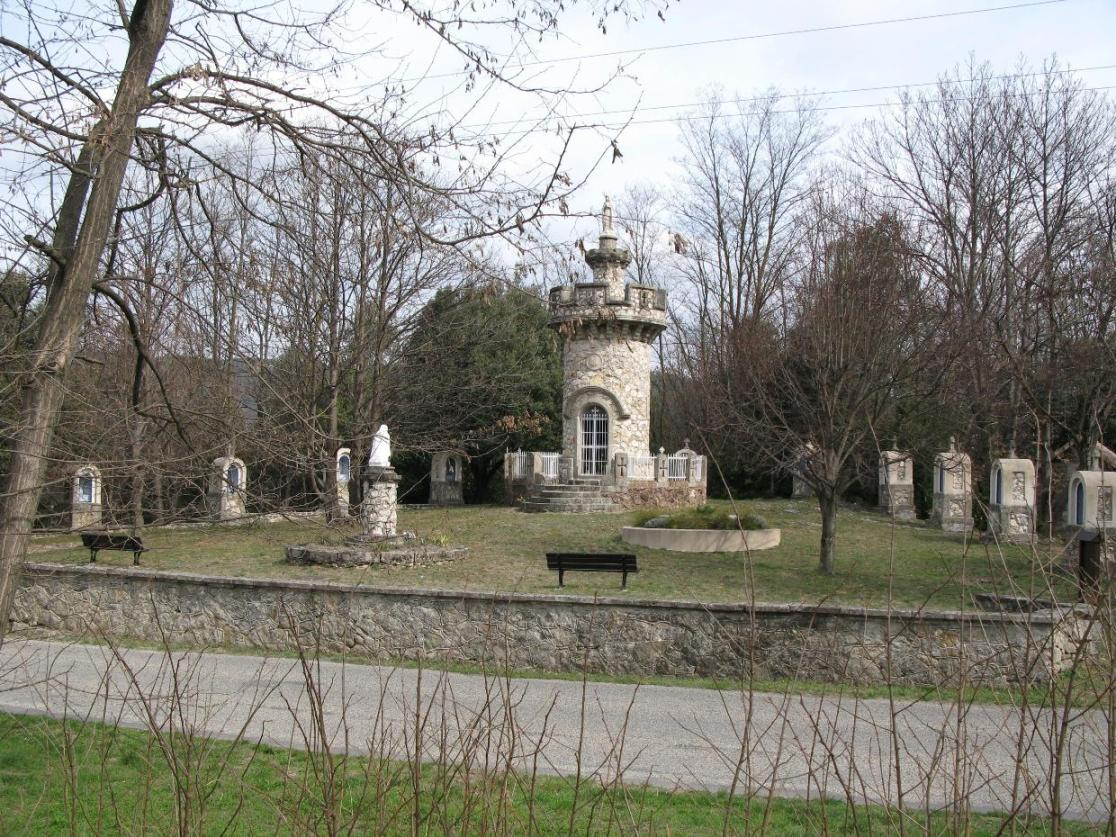
Старое кладбище и храм Нотр-Дам-де-Лурд
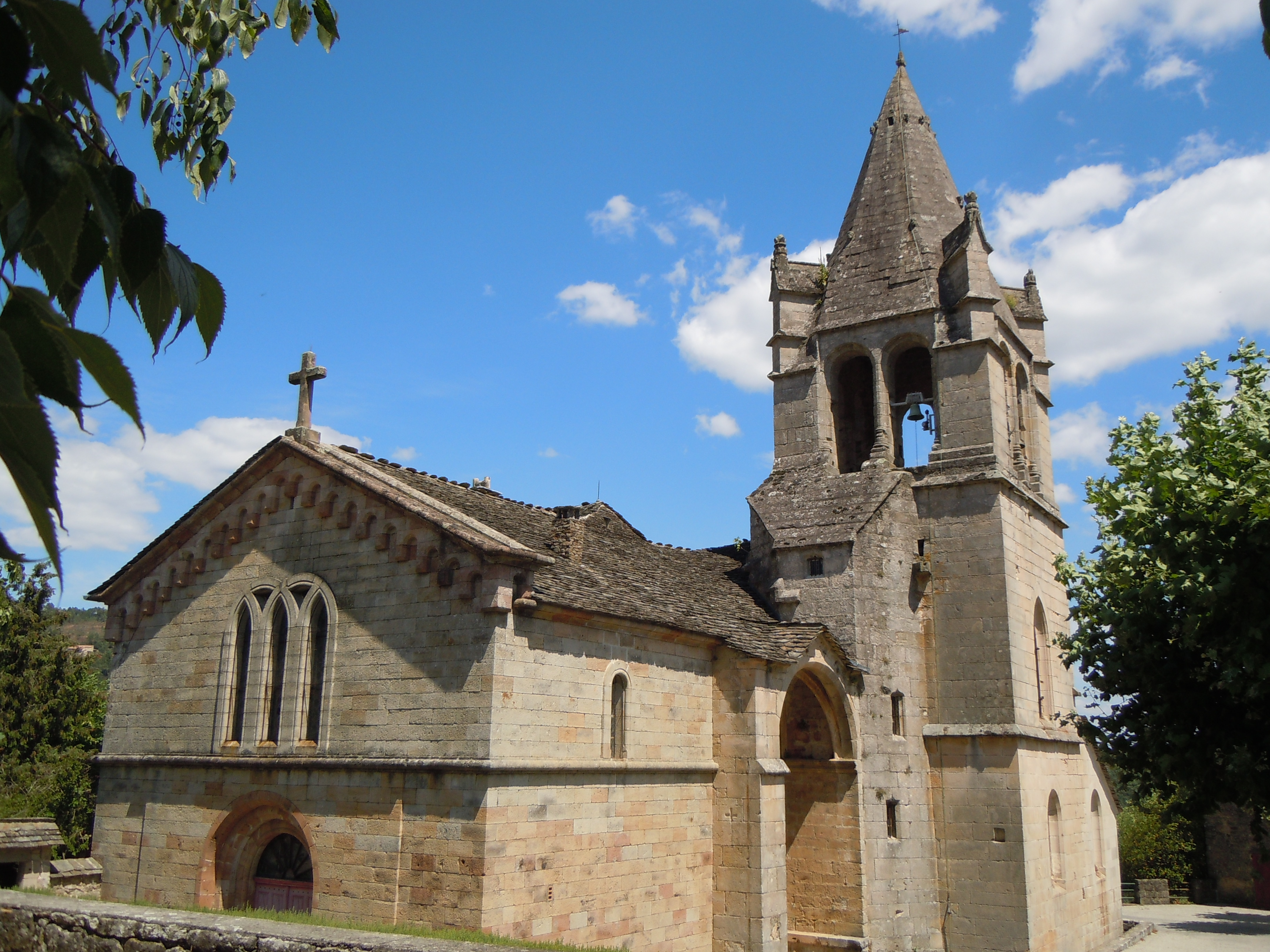
Церковь Сен-Виктор
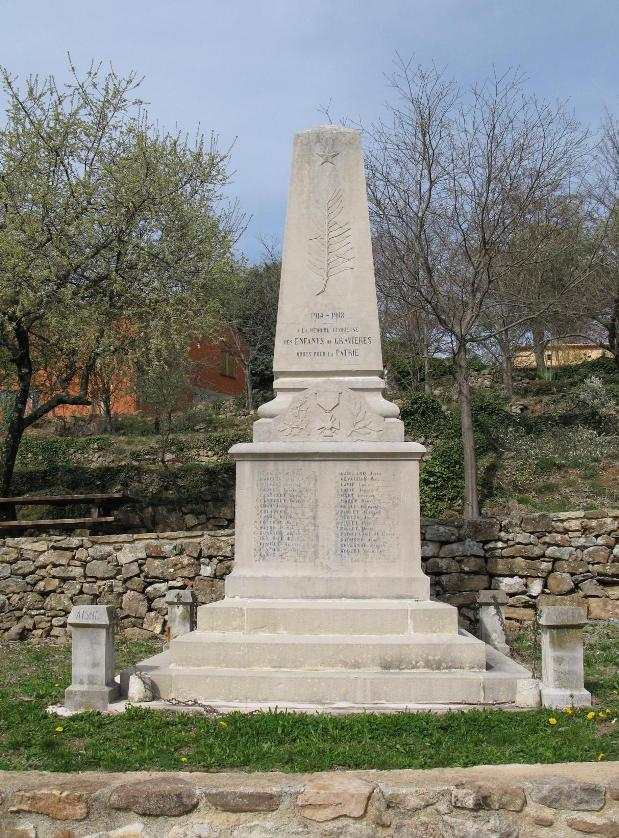
Памятник погибшим в Первой мировой войне
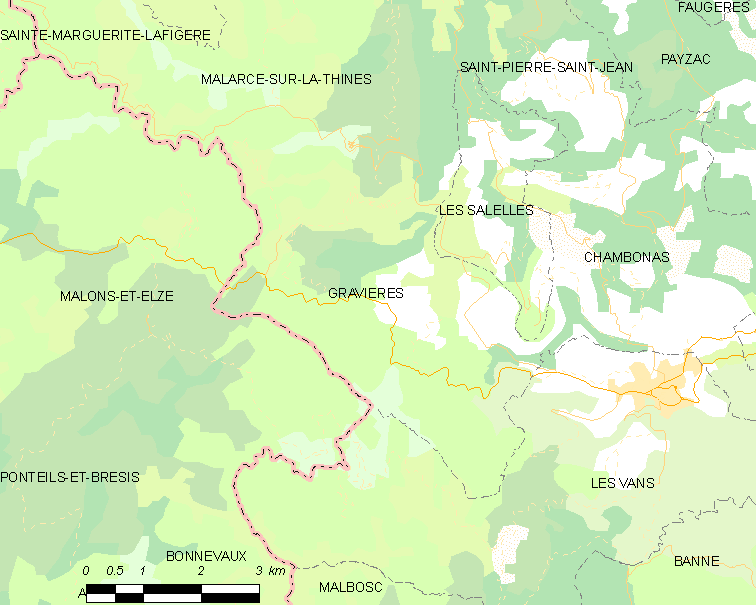
Карта коммуны